# Siegfried Haenicke
Siegfried Waldemar Haenicke (Konstanz, 8 september 1878 - Speziallager Nr. 1 Mühlberg, 19 februari 1946) was een Duitse officier en General der Infanterie z.V. tijdens de Tweede Wereldoorlog.

## Leven
Op 8 september 1878 werd Siegfried Haenicke geboren in Konstanz. Na zijn opleiding in het cadettenkorps, werd Haenicke op 13 maart 1897 als Sekondeleutnant (tweede luitenant) in het 6. Pommersche Infanterie-Regiment Nr. 49 in Gnesen (hedendaags Polen) van het Pruisische leger geplaatst. Vanaf 15 september 1900 functioneerde hij als bataljonsadjudant in het 6. Pommersche Infanterie-Regiment Nr. 49. Maar werd vanaf 1 oktober 1904 tot 21 juli 1907 naar de Pruisische militaire academie gecommandeerd. En werd in die periode op 18 mei 1907 bevorderd tot Oberleutnant (eerste luitenant). Vanaf 19 februari 1910 tot 18 april 1913 diende Haenicke als regimentsadjudant in het 6. Pommersche Infanterie-Regiment Nr. 49. Op 18 december 1912 werd hij bevorderd tot Hauptmann (kapitein). In de lente van 1913 werd Haenicke als Hauptmann overgeplaatst naar de staf van het 1. Ermländisches Infanterie-Regiment Nr. 150 in Allenstein. Op 1 oktober 1913 werd hij benoemd tot compagniecommandant. Met zijn regiment nam hij deel aan de Eerste Wereldoorlog.

### Eerste Wereldoorlog
Na de uitbraak van de Eerste Wereldoorlog, en de mobilisatie kwam Haenicke met zijn regiment tot inzet aan het Oostfront. Hier nam hij deel aan de Slag bij Tannenberg. Op 2 december 1914 volgde zijn benoeming tot commandant van het 2e bataljon, en werd met zijn bataljon meteen verplaatst naar het Westfront.
Vanaf 19 augustus 1918 tot het einde van de oorlog was Haenicke commandant van het Ersatz-Bataillon (vervangingsbataljon). 

### Interbellum
Na de Eerste Wereldoorlog werd Haenicke op 12 november 1918 als commandant van het Feld-Rekrutendepot van de 37e Divisie ingezet. Twee maanden later was hij weer commandant van het 2e bataljon, en leidde hij ze tijdens de demobiliseren. Uit deze eenheid werd manschappen gerekruteerd om te dienden in het Freiwilligen-Bataillon Haenicke. In het voorjaar van 1920 in het 200.000 man sterke overgangsleger, werd Haenicke op 18 mei 1920 in de staf van het Reichswehr-Infanterie-Regiment Nr. 20 tot Major (majoor) bevorderd. Tijdens de opbouw van het 100.000 man sterke Reichsheer in de Reichswehr, werd Haenicke vanaf 1 oktober 1920 tot 1 oktober 1921 in de staf van het 2. (Preußisches) Infanterie-Regiments ingezet. Aansluitend werd hij overgeplaatst naar de staf van de 1e Divisie in Koningsbergen. En vandaar werd hij op 1 april 1924 naar de infanterieschool in München gestuurd. En werd als instructeur op 1 oktober 1925 bevorderd tot Oberstleutnant (luitenant-kolonel). Daar ontmoette hij ook zijn schoonzoon, de latere Generaloberst Eduard Dietl. Na het verleggen van de school naar Dresden, was hij daar de leergangsleider, en werd op 1 oktober 1928 overgeplaatst naar de regimentsstaf van het 3. (Preußisches) Infanterie-Regiment in het Deutsch Eylau. Daar werd Haenicke bevorderd tot Oberst (kolonel). En volgde zijn benoeming tot commandant van het 2. (Preußisches) Infanterie-Regiments. Als commandant werd hij bevorderd tot Generalmajor (brigadegeneraal).
Op 30 september 1932 volgde zijn afscheid uit de militaire dienst, en ging hij met pensioen. Hij werd in de militaire reserve geplaatst. Vanaf mei 1933 tot juni 1935 werkte Haenicke als intendant voor de Reichssenders Königsberg (vrije vertaling: Rijkszender Koningsbergen).

### Tweede Wereldoorlog
Op 1 juni 1938 werd Haenicke weer op actief geplaatst en ter beschikking gesteld van het Heer. Hij werd op 8 augustus 1938 benoemd tot commandant van de 61e Infanteriedivisie. Op 27 augustus 1939 kreeg hij als zogenaamde Tannenberg-generaal het Charakter van een Generalleutnant. Met deze eenheid nam hij deel aan het begin van de Tweede Wereldoorlog en de aanval op Polen. Als onderdeel van het 3e Leger, vocht de 61e Infanteriedivisie tijdens de slag om Warschau. Na de capitulatie van Polen, werd Haenicke op 1 november 1939 bevorderd tot Generalleutnant z.V. (generaal-majoor). Hij voerde het 61ste Infanteriedivisie ook aan tijdens de Slag om Frankrijk. Voor zijn inzet tijdens de Slag om Frankrijk, werd hij onderscheiden met beide klassen van het Herhalingsgesp bij IJzeren Kruis 1939. Met zijn divisie nam Haenicke deel aan Operatie Barbarossa. Op 17 september 1941 werd hij onderscheiden met het Ridderkruis van het IJzeren Kruis. Als divisiecommandant werd hij afgelost, en in het Führerreserve (OKH) geplaatst. Na zijn bevordering tot General der Infanterie z.V., werd hij mit der Führung beauftragt (m. d. F. b.) (vrije vertaling: met het leiderschap belast) van het XXXVIII. Armeekorps (38e Legerkorps). Hierna werd hij weer Führerreserve (OKH) geplaatst. Aansluitend functioneerde Haenicke als bevelhebber van het Wehrkreis Generalgouvernement (militaire district Generaal-gouvernement (Krakau)), en het Heeresgebiet Generalgouvernement. In deze functie beval hij in oktober 1943 de deelname van de Wehrmacht aan de onderdrukking van een gevangenenopstand in het vernietigingskamp Sobibor. Voor zijn prestaties tijdens het leiding geven aan het 38e Legerkorps, werd hij onderscheiden op 4 september 1942 met het Duitse Kruis in goud. Op 31 januari 1945 droeg hij het commando over het Wehrkreis Generalgouvernement weer over. En hij werd weer in het Führerreserve (OKH) geplaatst, hij zou geen nieuw commando meer krijgen. Hij nam op 8 mei 1945 definitief afscheid van de actieve dienst.
Internering en dood in de Sovjet-bezettingszone in Duitsland
Op 20 juli 1945 werd Haenicke door de Sovjetbezettingsmacht gearresteerd. Vanaf september tot oktober 1945 was hij leider van het Duitse zelfbestuur van de geïnterneerden in het Speziallager Nr. 1 Mühlberg. In oktober 1945 benoemde zijn opvolger in deze functie, Walther Haller, hem tot hoofd van het riooldetachement in het kamp. Op 19 februari 1946 overleed Haenicke. 

## Militaire carrière
- General der Infanterie z.V.: 1 april 1942[4][12][15][3][13]
- Generalleutnant z.V.: 1 november 1939[4][12][3]
- Charakter als Generalleutnant: 27 augustus 1939[4][12][15][14]
- Generalmajor: 1 april 1932[4][12][15][3][14]
- Oberst: 1 februari 1929[4][12][15][3]
- Oberstleutnant: 1 oktober 1925[4][12][3]
- Major 18 mei 1920[4][12][3]
- Hauptmann: 18 december 1912[4][12][3]
- Oberleutnant: 18 mei 1907[4][12][3]
- Naamswijziging in Leutnant: 1 januari 1899[4][12]
- Sekondeleutnant: 13 maart 1897[4][12][3]

Opmerking: de rang van Generalmajor is vergelijkbaar met die van een hedendaagse Brigadegeneraal (OF-6). Het Duitse leger kende tijdens de Tweede Wereldoorlog geen rang van een Brigadegeneraal, waardoor de eerste generaalsrang een Generalmajor was. Het naoorlogse Duitse leger kent overigens wel volgens de NAVO schaal een Brigadegeneraal als eerste generaalsrang.

## Onderscheidingen
Selectie:
- Pour le Mérite op 14 juni 1918 als Hauptmann en Commandant van het 2e Bataljon / Infanterie-Regiment Nr.150 (1. Ermländisches)[4][16][17][3][13][18]
- Ridderkruis van het IJzeren Kruis op 17 september 1941 als Generalleutnant z.V. en Commandant van de 61e Infanteriedivisie[4][16][12][17][3][13]
- Duitse Kruis in goud op 4 september 1942 als General der Infanterie z.V. en mit der Führung XXXVIII. Armee-Korps beauftragt (vrije vertaling: met het leiderschap belast)[4][16][17][3][13]
- Ridderkruis in de Huisorde van Hohenzollern met Zwaarden[4][3][19] op 27 september 1916
- IJzeren Kruis 1914, 1e Klasse[4][16][3][13][19] (8 september 1914) en 2e Klasse[19][4][16][3][13] (22 oktober 1914)
- Hanseatenkruis Hamburg[4][3][19] op 6 juni 1916
- Kruis voor Militaire Verdienste (Oostenrijk-Hongarije), 3e Klasse met Oorlogsdecoratie[4][3][19] op 19 februari 1917
- Gewondeninsigne 1918 in zwart[4][19] op 5 augustus 1918
- Onderscheiding voor Trouwe Dienst (Pruisen)[4][3][19] op 17 april 1920
- Erekruis voor Frontstrijders in de Wereldoorlog[4] op 19 juli 1934
- Herhalingsgesp bij IJzeren Kruis 1939, 1e Klasse[4][13] (1 oktober 1939) en 2e Klasse[4][13] (19 september 1939)
- Medaille Winterschlacht im Osten 1941/42[4] op 1 augustus 1942